# El Estado Judío
El Estado Judío (en alemán Der Judenstaat) es un libro que es considerado como punto de partida del movimiento sionista. Trata de que el problema del antisemitismo solo sería resuelto cuando los judíos dispersos por el mundo se puedan reunir y establecerse en un Estado independiente.
Este libro fue escrito por el periodista austríaco Theodor Herzl, editor literario del periódico Neue Freie Presse, en 1896. Después del Primer Congreso Sionista, realizado en Basilea el 29 de agosto de 1897, fue creada la Organización Sionista Mundial, siendo Herzl su primer presidente.
Este libro causó un impacto sin precedentes en el mundo judío de aquel fin de siglo XIX. Hasta entonces, los judíos solo hablaban sobre el antisemitismo en círculos cerrados y la mayoría hasta fingía ignorarlo para no atraer la atención de enemigos hostiles. Herzl, entretanto, denunció el antisemitismo como nadie había hecho y le dio un desdoblamiento efectivo, de audacia personal, al introducir esa cuestión en confrontación de las grandes potencias de la época. Antes de él, solamente el judío ruso León Pinsker, encaró el problema de forma semejante, en el libro Autoemancipación. El propio Herzl admitió que si lo hubiese leído, tal vez no habría escrito El Estado Judío que, poco después de publicado, se editó en inglés, ruso, yidis, hebreo, francés y español. En su comentario editorial, el periódico inglés Jewish Chronicle publicó: "Un Moisés acaba de surgir. Se llama Theodor Herzl".